# William Fisher (ruimtevaarder)
William Frederick Fisher (Dallas, 1 april 1946) is een Amerikaans voormalig ruimtevaarder. Fisher zijn eerste en enige ruimtevlucht was STS-51-I met de spaceshuttle Discovery en vond plaats op 27 augustus 1985. Tijdens de missie werden drie communicatiesatellieten in een baan rond de Aarde gebracht.
Fisher werd in 1980 geselecteerd als astronaut door de ruimtevaartorganisatie NASA. Tijdens zijn missie maakte hij twee ruimtewandelingen. In 1991 ging hij als astronaut met pensioen.